# Arthur Holmeslands pris for sakprosa
Arthur Holmeslands pris for sakprosa er en pris som bliver uddelt som en påskønnelse til norske faglitterære forfattere. Prisen er en hyldest til minde om Arthur Holmesland, chef Aschehoug igennem mange år. De blev etableret i 1996, og bliver uddelt af forlagets redaktion for faglitteratur samt af forlagets ledelse. Prisvinderne er tilknyttet forlaget.

## Modtagere
- 1996: Kristian Ottosen
- 1997: Trond Berg Eriksen
- 1998: Finn Skårderud
- 1999: Thomas Hylland Eriksen og Dag O. Hessen
- 2000: Arild Stubhaug
- 2001: Jahn Otto Johansen
- 2002: Torkil Berge og Arne Repål
- 2003: Berit Nøkleby
- 2004: Alf R. Jacobsen
- 2005: Eivind Smith